# Norma Bailey
Norma Bailey est une productrice et réalisatrice canadienne.

## Biographie
Norma Bailey enseigne le cinéma au Canada et aux États-Unis, dans les programmes du National Screen Institute (en) et du Banff Centre (en).
En 2003, Norma Bailey a remporté le prix du meilleur réalisateur du Festival du film indien américain (en) pour le téléfilm Cowboys and Indians: L'histoire de JJ Harper.

## Filmographie
- 2003 : Cowboys and Indians: L'histoire de JJ Harper (TV)
- 2005 : Séduction criminelle (Ladies Night) (TV)
- 2006 : 8 jours pour mon fils (Eight Days to Live) (TV)
- 2008 : The Capture of the Green River Killer (TV)
- 2009 : De l'espoir pour Noël (The Christmas Hope) (TV)
- 2009 : Au-delà des apparences (Too Late to Say Goodbye) (TV)
- 2009-2011 : Encaissement (série TV)
- 2010 : La Larme du diable (The Devil's Teardrop) (TV)
- 2011 : Tying the Knot
- 2011 : Garçons et leurs jouets
- 2011 : Bloody Money
- 2011 : La Situation Eddie
- 2011 : Sous l'emprise du pasteur : L'Histoire vraie de Mary Winkler (The Pastor's Wife) (TV)
- 2013 : Un tueur au visage d'ange (Romeo Killer: The Chris Porco Story) (TV)
- 2013 : Le Déshonneur d'un Colonel (An Officer and a Murderer) (TV)